# Edward Rittner
Edward Rittner (26. prosince 1845 Burštyn – 27. září 1899 Vídeň) byl rakousko-uherský, respektive předlitavský státní úředník, právník a politik, koncem 19. století ministr kultu a vyučování ve vládě Ericha Kielmansegga a ministr pro haličské záležitosti ve vládě Kazimíra Badeniho.

## Biografie
Vystudoval právo na Lvovské univerzitě, kde roku 1870 získal titul doktora práv. V roce 1873 se stal docentem církevního práva na Lvovské univerzitě, kde později působil i jako rektor a profiloval se jako přední expert na církevní právo. Roku 1874 byl jmenován mimořádným a roku 1877 řádným profesorem. Do roku 1874 pracoval jako úředník na místodržitelství. V roce 1881 se stal členem Akademie věd v Krakově. Od roku 1886 působil jako rada místodržitelství ve Lvově, později byl ministerským radou na ministerstvu kultu a vyučování. V roce 1891 se zde stal sekčním šéfem.
Vrchol jeho politické kariéry nastal koncem 19. století. V období 19. června 1895 – 30. září 1895 byl coby sekční šéf provizorním ministrem kultu a vyučování v úřednické vládě Ericha Kielmansegga. Ve vládě Kazimíra Badeniho byl do 30. listopadu 1897 ministrem pro haličské záležitosti. Do Badeniho kabinetu nastoupil dodatečně v roce 1896, předtím toto portfolio zastával Leo von Bilinski. Coby ministr Badeniho vlády se podílel na vypracování nového volebního řádu v Čechách a byl spoluautorem Badeniho jazykových nařízení, která měla přinést významné posílení pozic českého jazyka v úředním styku. Nebyla ovšem realizována pro odpor Němců a opozice vůči nim znamenala i konec Badeniho vlády.
Po volbách do Říšské rady roku 1879 získal i mandát v Říšské radě (celostátní zákonodárný sbor), kde reprezentoval městskou kurii, obvod Přemyšl, Grodek atd. Poslanecký slib složil 30. listopadu 1880, rezignaci na mandát oznámil na schůzi 4. prosince 1883. Do vídeňského parlamentu se vrátil krátce na konci století, kdy byl zvolen ve volbách do Říšské rady roku 1897, za městskou kurii, obvod Tarnopol atd. Setrval zde do své smrti roku 1899. Pak ho na poslaneckém postu nahradil Ludwik Ćwikliński.
Jeho synem byl spisovatel Tadeusz Rittner.